# Мохсени-Эджеи, Голям Хоссейн
Ходжат-оль-ислам Голям Хоссейн Мохсени-Эджеи (перс. غلامحسین محسنی اژه‌ای‎, род. 29 сентября 1956, Исфахан) — государственный и политический деятель Ирана, министр разведки и национальной безопасности в 2005—2009 во время президентства Махмуда Ахмадинежада.
Считается сторонником жёсткой линии и сторонником аятоллы Месбах-Йезди — исламского радикала, духовного наставника М. Ахмадинежада. Согласно данным американской «Stratfor», Мохсени-Эджеи — консервативный сторонник жёсткой линии, который был связан с бескомпромиссным священнослужителем Мохаммадом Язди, который с 1989 по 1999 год занимал поста главы судебной власти Ирана.
1 июля 2021 года Голяма Хоссейн Мохсени-Эджеи назначили новым главой судебной власти Ирана, заменив на этом посту Сейеда Ибрахима Раиси, который победил на президентских выборах 2021 года.

## Биография

### Образование
Родился 29 сентября 1956 года в Эджеи, провинция Исфахан. Учился в исламской школе Хагани в Куме, где одним из его учителей был аятолла Мухаммад-Таги Месбах-Йезди; впоследствии получил степень магистра в области международного права в школе Хагани. Окончил Иранский университет со специализацией «западная философия» и Тегеранский университет, где получил учёную степень по образованию.

### Карьера
С 1984 занимал ряд должностей в правительстве Ирана, в том числе:
- Глава специального комитета министерства разведки и национальной безопасности Ирана — 1984—1985;
- Представитель судебных органов при министерстве разведки в 1986—1988;.
- Глава управления прокуратуры Ирана по экономическим вопросам в 1989—1990;
- Представитель судебных органов при министерстве разведки в 1991—1994;
- Прокурор Специального духовного суда — 1995—1997;
- Министр разведки и национальной безопасности — с 2 августа 2005 по 23 июля 2009.
- С 2009 по 2014 год — генеральный прокурор Ирана.

## Мохсени-Эджеи во главе разведки
24 августа 2005 года иранский Меджлис проголосовал за назначение Мохсени-Эджеи на должность главы разведывательной службы. За него проголосовало 217 депутатов, против высказались 51.
15 июля 2009 года Мохсени-Эджеи сказал репортёрам, что его министерство может публиковать признания людей, содержащихся в заключении в течение нескольких недель без доступа адвокатов. Он сказал: «Признания, полученные от арестованных, могут быть обнародованы, если судебная власть решит обнародовать их замечания». Правозащитники выразили обеспокоенность тем, что «эти так называемые признания могли быть получены под давлением».
В июле 2009 года президент М. Ахмадинежад уводил со своих постов министра культуры Мохаммад-Хосейн Саффар-Харанди и министра разведки Голям Хоссейн Мохсени-Эджеи. Национальные информационные агентства не объяснили, почему данные министры потеряли свои посты, но было высказано предположение, что их увольнение последовало за скандалом в правительстве из-за поста первого вице-президента. Официальная причина увольнения министра разведки названа не была, но информационное агентство «Mehr News Agency» со ссылкой на неназванный источник заявило, что это произошло из-за разногласий Мохсени-Эджеи с Ахмадинежадом по поводу его решения назначить Эсфандияра Рахим Машаи первым вице-президентом.
После увольнения Мохсени-Эджеи президент Махмуд Ахмадинежад похвалил его, заявив, что он хороший человек, но отметил, что отстранение Мохсени-Эджеи было необходимо, поскольку министерству разведки были необходимы большие изменения, чтобы справиться с ситуацией. Президент также сказал, что если бы министерство выполняло свою работу должным образом, то после выборов не было бы кровавых беспорядков, но Ахмадинежад не стал критиковать Мохсени-Эджеи как виновного в этом.

## Генеральный прокурор
Вскоре после увольнения с поста главы разведки, 24 августа 2009 года глава судебной власти Ирана аятолла Садик Лариджани назначил Мохсени-Эджеи Генеральным прокурором страны, который до него занимал Корбанали Дори-Наджафабади, бывший глава иранской разведки.
Касаясь темы наркоторговли и борьбы с наркоторговцами, Мохсени-Эджеи указал, что вместо смертной казни он приветствовал бы альтернативные меры наказания для некоторых наркоторговцев, если бы эти альтернативы, предложенные были более эффективными наказаниями, чем смертная казнь. Но он заявил, что до сих пор критики смертной казни в Иране не предложили альтернатив, которые могли бы эффективно бороться с иранским наркобизнесом.